# مايكروسوفت فلايت سيميولتر
محاكي طيران مايكروسوفت (Microsoft Flight Simulator) هو تطبيق يعمل في بيئة نظام وندوز من إنتاج شركة مايكروسوفت الأمريكية لإنتاج برمجيات الحاسوب, ويمكن تصينفه على أنه لعبة طيران تعمل على الحواسيب والإكس بوكس سيريس إكس وسيريس أس.

## النشأة
تاريخ إيجاد وتصميم اللعبة يعود إلى بداية الثمانينات من القرن العشرين عندما أدخل بيل غيتس تفاصيل أكثر دقة عن موديل من الطائرات الخفيفة وبشكل مبسط، لكن من مرور الوقت ومن خلال التطوير المستمر للعبة بدأت تصبح أكثر تعقيداً، وأكثر محاكاةً للواقع، وكذلك أكثر غنى في التفاصيل الفنية والتقنية، إلى أن وصلت إلى آخر نسخة طرحت في الأسواق، والتي تحمل اسم مايكروسوفت فلايت سيميولتر إكس، وهي التي تعتبر النسخة الأخيرة ذات تطويرات ثورية وتفاصيل مدهشة لكيفية محاكاة أنواع كثيرة من الطائرات والكثير من التفاصيل الأخرى.

## وصلات خارجية
- مايكروسوفت فلايت سيميولتر على مشروع الدليل المفتوح
- The 4.0 for MS-DOS version of مايكروسوفت فلايت سيميولتر يمكن لعبها مجانا في المتصفح في أرشيف الإنترنت